# ديفيد سوير
ديفيد سوير (بالإنجليزية: David Sawyer)‏ هو مجدف أمريكي، ولد في 2 فبراير 1951 في شيكاغو في الولايات المتحدة.

## وصلات خارجية
- ديفيد سوير على موقع الاتحاد الدولي للتجديف (الإنجليزية)
- ديفيد سوير على موقع أوليمبيديا (الإنجليزية)